# Vipera ursinii rakosiensis
Madžarski travniški gad (Vipera ursinii rakosiensis; madžarsko rákosi vipera), imenovan tudi donavski travniški gad, je ena od osmih podvrst Vipera ursinii. Je izjemno redek strupen gad, ki ga večinoma najdemo na Madžarskem. Madžarski travniški gad je najbolj ogrožena vrsta v celotni Panonski nižini. Prvič ga je znanstveno zabeležil leta 1893 Lajos Méhelÿ, madžarski zoolog. Leta 2004 je bila njegova celotna madžarska populacija ocenjena na manj kot 500 osebkov.

## Opis
Dolžina odraslih madžarskih travniških gadov ne presega 50 centimetrov. Njihova glava je trikotna zaradi položaja strupenih žlez. Osnovna barva njihovega hrbta je lahko svetlo siva ali slamnata. Imajo temen cik-cak vzorec, obrobljen s svetlejšimi linijami. Na strani telesa so okrogle lise, ki so enake barve kot cik-cak na hrbtu. Njihov rep je kratek, pri samicah pa se precej naglo tanjša.
Tako kot nasploh so travniški gadi vizualno podobni navadnemu evropskemu gadu (Vipera berus), vendar so krajši. Med barvami samcev in samic ni mogoče opaziti razlike.
So dnevne živali, kar pomeni, da so aktivne podnevi. Njihova prehrana je večinoma sestavljena iz kuščarjev in žuželk, kot so kobilice. Od oktobra do marca živijo v podzemnih luknjah. Sezona parjenja poteka od konca marca do začetka aprila. Samci se običajno borijo med seboj zaradi samic. Odložijo približno 4–16 jajc, ki se izležejo konec julija. Potomci so ob rojstvu dolgi 100–160 milimetrov in v nekaj minutah po izvalitvi odvržejo kožo. V prvem letu se levijo vsakih 4–6 tednov, kasneje pa je to manj pogosto. Odrasli odvržejo kožo trikrat na leto.

## Razširjenost in habitat
Madžarski travniški gadi se običajno pojavljajo na ravnicah. Prej so bili prisotni tudi v delih Avstrije, Madžarske in Romunije. Nekoč so prebivali na splošno po Veliki madžarski nižini, a so od takrat blizu izumrtja. Danes jih lahko najdemo v manjših skupinah v Hanságu in v medrečju Donava-Tisa, natančneje v Kiskunságu. V Kiskunságu je znanih manj kot deset populacij, v Hanságu pa dve.

## Zaščita in načrtovanje
Izčrpavanje populacij madžarskega travniškega gada naj bi se po ocenah začelo pred približno 300 leti. Medrečje Donave in Tise je bilo včasih redno pokrito z vodo, večje površine pa so pokrivali pašniki. Na prelomu v 20. stoletje se je število živine na teh območjih zmanjšalo in namesto tega je bilo veliko pašnikov preoranih za pridelavo poljščin. Ta proces naj bi naredil pokrajino ravnice neprepoznavno. Približno v istem času se je v medrečju izvajalo intenzivno gospodarjenje z vodami. Te okoljske spremembe so močno zmanjšale habitat vrste. Vse do druge polovice 20. stoletja so te gade lovili ali nezakonito nabirali za prodajo na črnem trgu.
Vrsta je na Madžarskem zaščitena od leta 1974. Ker je najbolj ogrožen vretenčar v državi, njegova ohranitvena vrednost znaša 1 milijon madžarskih forintov.

### CONVIPURSRAK projekt
Leta 2008 je Evropska komisija v okviru programa LIFE (L’Instrument Financier pour l’Environnement’’) začela projekt CONVIPURSRAK [Ohranjanje madžarskega gada (Vipera ursinii rakosiensis) v Karpatskem bazenu]. Projekt se je končal leta 2012. Čeprav so za vrsto že obstajale varstvene oznake, so opažanja pokazala, da se populacije še vedno zmanjšujejo. Cilj projekta je bil povečati velikost habitata z obnovo travnikov in spuščanjem gada v naravne habitate. Načrti so vključevali tudi program ozaveščanja javnosti s sodelovanjem živalskih vrtov.
Poročali so, da je bil projekt uspešen pri povečanju velikosti populacije gada in velikosti njegovega habitata za skoraj 400 ha, območja pod upravnim nadzorom narodnih parkov v Hanságu in Kiskunságu pa so se razširila. S projektom je bil prestavljen tudi program vzreje gada v ujetništvu. Izvedene so bile številne infrastrukturne izboljšave, kot sta prenova Varstvenega in razstavnega centra madžarskega gada in ustanovitev centra za vzrejo plena v živalskem vrtu v Budimpešti.